# Diccionari filosòfic
El Diccionari filosòfic o La Raó per alfabet és una obra de Voltaire, publicada el 1764 sota el títol de Diccionari filosòfic portàtil, que ha estat concebuda pel seu autor com una màquina de guerra contra «la infàmia».

## Gènesi
El projecte de redacció d'un diccionari que compilaria les principals idees del partit filosòfic hauria germinat cap al 1750 en el cercle del rei Frederic II de Prússia, a la cort en la qual vivia Voltaire en aquella època. L'arribada a Berlín el 1752 de l'abat de Prades, col·laborador de l'Encyclopédie, expulsat de França per haver difós les idees de Locke en una tesi de teologia, els hauria conduït a projectar la realització d'una suma que, desfeta de la prudència de la qual havien de fer prova els enciclopedistes francesos, hauria descobert, sense maquillar, al públic, les idees dels filòsofs. Però aquesta obra col·lectiva no va veure mai la llum, a causa sobretot per la confrontació que va esclatar entre Voltaire i Frederic II i que va conduir a la fugida del primer el 1753.
Algun temps més tard, el 1755-1756, Voltaire s'acostà a Diderot, i sobretot a Alembert, que el convida a participar en l'aventura de l'Encyclopédie. S'entusiasma pel projecte, recluta col·laboradors, encarrega i escriu articles. Però l'article «Ginebra», encarregat i inspirat per Voltaire, provoca un enorme escàndol a París i a la ciutat helvètica: els protestants recusen aquest text, que els presenta com a deistes, mentre que a França l'aparició de l'Enciclopèdia és suspesa. Després d'un intercanvi epistolar entre Diderot i Voltaire, que l'apressa a exiliar-se, aquest últim interromp la seva col·laboració. De tota manera, ell acaba pensant que l'Enciclopèdia és massa voluminosa com per a ser una arma veritablement eficaç.
És el 1763 quan Voltaire torna a la seva idea d'una obra que condensaria l'essència de les seves idees filosòfiques, morals, polítiques i religioses. Està llavors al cim de la seva glòria: historiador, dramaturg, poeta, polemista, la seva influència és tal que ha aconseguit interessar les classes dirigents d'Europa sencera en la injustícia comesa contra un protestant tolosà, Jean Calas, i n'ha aconseguit que s'obrís un procés. Al mateix temps, els jesuïtes són fets fora del Regne de França, mentre que l'Església catòlica, esgotada després d'un segle de lluites entre jesuïtes i jansenistes, està intel·lectualment exsangüe. El filòsof estima que és el moment de donar un gran cop, que potser serà suficient per a desplomar l'edifici: en juny del 1764 és publicada, anònimament, la primera edició del Diccionari filosòfic portàtil, no a Londres, com s'indica en l'obra, sinó a Ginebra. Es tracta d'una obra de 352 pàgines que conté 73 articles, que van d'«Abraham» a «Virtut».

## Publicació i escàndol
Després de la publicació del Diccionari filosòfic, Voltaire s'esforçà a convèncer els seus corresponsals que no té res a veure amb aquesta obra i que no se li havia d'atribuir. Aquest acte de prudència obeeix a un precepte que ell mateix havia formulat: «Pegui, i amagui la mà», acte que compleix de bon grat, ja que segons la legislació de l'època, l'autor d'un text anònim no podia ser perseguit més que si en reconegués la paternitat.
Aquestes precaucions no eren supèrflues: des de la seva aparició, l'obra creà escàndol, a Ginebra inicialment, on l'obra és condemnada a «ser lacerada i ser cremada» per «temerària, escandalosa, impia i destructiva de la Revelació», sentència executada el 24 de setembre de 1764. El desembre del mateix any, és a Holanda, on el diccionari és cremat, i més tard a Berna. El Parlament de París, al seu torn, el condemnà el 19 de març del 1765, i la Ciutat del Vaticà el posa a l'Índex. Finalment, l'1 de juliol del 1765, l'exemplar del llibre de Voltaire que posseïa el cavaller de La Barre s'encaminà de París a Abbeville per a ser cremat a la mateixa foguera que el seu propietari.

## Composició

### Un diccionari portàtil
Dom Calmet, un dels blancs favorits de Voltaire en el Diccionari filosòfic, i ell mateix autor d'un Diccionari històric, crític, cronològic, geogràfic i literal de la Bíblia tenia escrit en el prefaci d'aquest últim que el seu segle era «el segle dels diccionaris». El gust del públic per aquest gènere d'obres era tal que es va arribar fins i tot a escriure un Diccionari dels diccionaris. Voltaire, per la seva part, n'havia col·laborat en dos: un diccionari «de paraules», el Diccionari de l'Acadèmia Francesa (per al qual havia redactat 117 articles) i un diccionari «de coses», Encyclopédie, al qual havia aportat 45 articles. El seu gir d'esperit, amb molt de gust analític, es prestava bé a l'escriptura d'articles descansant sobre assumptes prèviament aïllats: les Cartes filosòfiques ja funcionaven sobre el mateix principi.
És aquest mateix esperit analític que empenyia l'home de Ferney a buscar la concisió més gran possible, a fer fora les digressions, a concentrar el tret. És aquest principi de concisió que l'havia conduït, el 1733, a proposar condensar en un sol volum el Diccionari històric de Bayle, cosa que havia provocat un gran enrenou. Va ser ell qui el va portar a queixar-se requerint llargs articles per a l'Encyclopédie. D'aquí la idea de publicar un diccionari, però portàtil.
El «portàtil» estava de moda en aquesta època: una trentena n'havien aparegut entre 1738 i 1763, abraçant tots els àmbits del saber: existia un Diccionari portàtil de cuina, un Diccionari portàtil de jurisprudència... I fins i tot un Diccionari filosòfic portàtil aparegut el 1756, degut a un tal Chicanneau de Neuvillé (el subtítol Assaig sobre els mitjans per a ser feliç indica que el projecte n'era d'una altra naturalesa totalment diferent a la de Voltaire). El format dels portàtils (en general, in-dotzè) presentava dos avantatges: d'una part eren molt manejables, d'altra banda eren barats. Dos avantatges que podien seduir Voltaire, que esperava la més àmplia difusió de les idees dels filòsofs, paper que l'Encyclopédie, per raons inverses, no podia omplir eficaçment. La va explicar sense embuts en una carta del 1756 a Alembert:
| « | Voldria saber quin mal pot fer un llibre que costa cent ecus. Mai vint volums in-folio no faran la revolució; són els petits llibres portàtils a trenta que s'han de témer. Si l'evangeli hagués costat dotze centenars de sestercis, mai la religió cristiana s'hauria establert. | » |

### Estructura delDiccionari filosòfic
L'obra es presenta sota la forma d'un diccionari, la seva organització obeeix evidentment la lògica de l'ordre alfabètic, i no exigeix per tant una «lectura seguida», així és com ho precisa Voltaire en el seu prefaci a l'edició del 1765 del Diccionari. No obstant això, es troba en el llibre una voluntat d'estructuració de les paraules més enllà que l'única obediència al senzill arbitrari alfabètic.
És així, per exemple, que les primeres frases de l'article «Antropòfags» (Nosaltres hem parlat de l'amor. És dur passar de gent que es besa, a gent que es menja») funcionen com una transició amb l'article precedent («Amor»). De manera propera, la fi de l'article «Amistat» («Nosaltres en parlarem») anuncia l'article «Amor designat socràtic». De manera més explícita encara, l'article «Cadena d'esdeveniments» indica que es perllonga dins l'article «Destí». D'altra banda, el fet que el llibre comenci amb la secció «Abat» i s'és terminat per l'article «Virtut» no és, sens dubte, un fet de pur atzar, sinó que testimonia de manera versemblant una intenció programàtica.

### Les reedicions
A conseqüència del seu èxit, el Diccionari filosòfic va tenir diverses reedicions en els anys 1760. En ocasió de cadascuna, Voltaire afegia nous articles i ampliava aquells ja existents: l'obra arriba així a contenir 118 articles per a l'edició del 1769. Aquesta tendència al creixement és característica de les obres del vell Voltaire, a qui li agrada multiplicar les consideracions erudites i els reglaments de compte amb els seus adversaris.
Aquests afegitons tendeixen, paradoxalment, a recentrar el llibre en una tonalitat anticristiana més marcada. En efecte, a mesura que el nombre dels articles creix, el nombre dels que no són directament inspirats per la crítica de la religió disminueix de manera proporcional: els nous articles estan vinculats a aquesta problemàtica, mentre que certs articles ja existents que no concerneixen específicament aquesta temàtica són ampliats de nous desenvolupaments anticristians («Faules», «Destí», «Bateig»...). El to dels articles n'és sensiblement igualment modificat: la ironia agradable, fins i tot bromista, tendeix a deixar el lloc a una altra, més sarcàstica i més violenta. Aquest enduriment del to apareix clarament en les edicions posteriors al suplici del cavaller de La Barre, que és evocat en l'article «Tortura» del 1769.

### DeLa Raó per alfabetalDiccionari filosòficde l'edició de Kehl
L'edició del 1769 del Diccionari filosòfic havia estat rebatejada per Voltaire com La Raó per alfabet. Des de l'any següent, es llança a una altra empresa alfabètica: les Preguntes sobre l'Enciclopèdia, que apareixen sota la forma de nou volums in-vuitè amb l'impressor Cramer de Ginebra, entre 1770 i 1772. Dels quatre-cents quaranta articles de l'obra, cinquanta són reedicions d'articles publicats en el Diccionari filosòfic. Voltaire va distribuir diversos articles en diferents indrets de les seves Obres, compilades segons una lògica purament temàtica, el 1775.
Aquesta empresa de reorganització de l'obra alfabètica de Voltaire va ser acabada amb l'edició pòstuma realitzada per la «Societat Literària Tipogràfica» de Kehl, el 1789, que integra, sota el títol genèric de Diccionari filosòfic, no sols els articles publicats en l'obra del mateix nom, sinó també els que havien estat publicats en l'Encyclopédie de Diderot i d'Alembert, en el Diccionari de l'Acadèmia Francesa, en les Preguntes per a l'Enciclopèdia, així com els d'un diccionari manuscrit titulat L'Opinió alfabètica. Finalment, afegiren els editors, «s'hi han ajuntat un gran nombre de trossos poc extensos, que hagués estat difícil classificar en alguna divisions d'aquesta col·lecció». Aquesta tria editorial va ser represa en totes les edicions anteriors al segle XX (l'edició de 1764 és republicada per Georges Begensco el 1892, la de 1769 el 1930 en les edicions de Cluny). Les Preguntes sobre l'Enciclopèdia no han estat reeditades des del segle xviii. Una nova edició és actualment preparada per la Voltaire Foundation de la Universitat d'Oxford.

### Edició moderna de referència
- Voltaire El Diccionari filosòfic, Christiane Mervaud (dir.) Oxford, Voltaire foundation, 1994-1995 (2 volums.)

### Altres edicions modernes
- Voltaire Diccionari filosòfic, París, Flammarion, Gf, 1910 (edició de Gerhardt Stenger)
- Voltaire Diccionari filosòfic, París, Flammarion, Gf, 1964, reedició 1993 (edició de René Pomeau)
- Voltaire Diccionari filosòfic, París, Gallimard, Foli Clàssic, 1994 (edició d'Alain Pons)
- Voltaire, Diccionari filosòfic, París, Garnier Frères, Clàssics, 2008 (edició de Raymond Naves i Olivera Ferret, prologa de René Étiemble)
- Voltaire Diccionari filosòfic, París, Flammarion, Gf, 2010 (edició de Gerhardt Stenger)